# Campionato europeo maschile di pallacanestro 1961
Il 12º Campionato Europeo Maschile di Pallacanestro FIBA (noto anche come FIBA EuroBasket 1961) si è tenuto dal 29 aprile all'8 maggio 1961 a Belgrado in Jugoslavia.
I Campionati europei maschili di pallacanestro sono una manifestazione biennale tra le squadre nazionali organizzata dalla FIBA Europe.

## Partecipanti
Partecipano diciannove nazionali divise in sei gruppi composti uno da quattro e cinque da tre squadre.
| Gruppo A                                      | Gruppo B                              | Gruppo C                             | Gruppo D                              | Gruppo E                            | Gruppo F                          |
| --------------------------------------------- | ------------------------------------- | ------------------------------------ | ------------------------------------- | ----------------------------------- | --------------------------------- |
| - Inghilterra - Grecia - Jugoslavia - Polonia | - Germania Est - Finlandia - Ungheria | - Belgio - Unione Sovietica - Spagna | - Bulgaria - Germania Ovest - Israele | - Svezia - Cecoslovacchia - Turchia | - Francia - Paesi Bassi - Romania |

## Prima fase
La vincente di ogni gara si aggiudica due punti, la perdente uno. Le prime due di ogni gruppo accedono alla seconda fase, le rimanenti giocheranno per le posizioni dalla tredicesima alla diciannovesima.

### Gruppo A
| Gara | Team 1      | Team 2      | 1.T.  | 2.T.  | Supp. | Finale |
| ---- | ----------- | ----------- | ----- | ----- | ----- | ------ |
| A1   | Polonia     | Inghilterra | 47:15 | 31:19 | –     | 78:34  |
| A2   | Jugoslavia  | Grecia      | 36:27 | 50:30 | –     | 86:57  |
| A3   | Inghilterra | Jugoslavia  | 18:49 | 40:73 | –     | 58:122 |
| A4   | Polonia     | Grecia      | 40:24 | 37:22 | –     | 77:46  |
| A5   | Grecia      | Inghilterra | 39:25 | 39:18 | –     | 78:43  |
| A6   | Polonia     | Jugoslavia  | 34:38 | 33:34 | –     | 67:72  |

### Gruppo B
| Gara | Team 1       | Team 2    | 1.T.  | 2.T.  | Supp. | Finale |
| ---- | ------------ | --------- | ----- | ----- | ----- | ------ |
| B1   | Germania Est | Ungheria  | 24:40 | 40:23 | –     | 64:63  |
| B2   | Ungheria     | Finlandia | 34:16 | 31:42 | –     | 65:58  |
| B3   | Germania Est | Finlandia | 38:27 | 39:37 | –     | 77:64  |

### Gruppo C
| Gara | Team 1 | Team 2           | 1.T.  | 2.T.  | Supp. | Finale |
| ---- | ------ | ---------------- | ----- | ----- | ----- | ------ |
| C1   | Belgio | Unione Sovietica | 25:39 | 23:50 | –     | 48:89  |
| C2   | Belgio | Spagna           | 41:29 | 29:38 | –     | 70:67  |
| C3   | Spagna | Unione Sovietica | 28:46 | 21:36 | –     | 49:82  |

### Gruppo D
| Gara | Team 1         | Team 2         | 1.T.  | 2.T.  | Supp. | Finale |
| ---- | -------------- | -------------- | ----- | ----- | ----- | ------ |
| D1   | Israele        | Germania Ovest | 29:18 | 41:23 | –     | 70:41  |
| D2   | Germania Ovest | Bulgaria       | 23:32 | 24:38 | –     | 47:70  |
| D3   | Bulgaria       | Israele        | 21:27 | 27:15 | –     | 48:42  |

### Gruppo E
| Gara | Team 1         | Team 2         | 1.T.  | 2.T.  | Supp. | Finale |
| ---- | -------------- | -------------- | ----- | ----- | ----- | ------ |
| E1   | Svezia         | Cecoslovacchia | 14:29 | 19:29 | –     | 33:58  |
| E2   | Cecoslovacchia | Turchia        | 37:38 | 33:39 | –     | 70:77  |
| E3   | Turchia        | Svezia         | 30:11 | 25:29 | –     | 55:40  |

### Gruppo F
| Gara | Team 1  | Team 2      | 1.T.  | 2.T.  | Supp. | Finale |
| ---- | ------- | ----------- | ----- | ----- | ----- | ------ |
| F1   | Francia | Romania     | 30:37 | 36:31 | –     | 66:68  |
| F2   | Romania | Paesi Bassi | 46:32 | 38:34 | –     | 84:66  |
| F3   | Francia | Paesi Bassi | 48:20 | 43:34 | –     | 91:54  |

## Gironi di consolazione
Le squadre eliminate nei gironi preliminari formano due gironi, uno da tre ed uno da quattro squadre.
Le prime due si affrontano in un torneo ad eliminazione diretta per le posizioni dalla tredicesima alla sedicesima, le altre sempre in un torneo ad eliminazione diretta giocano per le posizioni dalla diciassettesima alla diciannovesima. La Grecia conserva la vittoria sull'Inghilterra del girone preliminare.

### Gruppo 1
| Gara | Team 1         | Team 2         | 1.T.  | 2.T.  | Supp. | Finale |
| ---- | -------------- | -------------- | ----- | ----- | ----- | ------ |
| 1/1  | Svezia         | Paesi Bassi    | 26:21 | 21:27 | –     | 47:48  |
| 1/2  | Germania Ovest | Svezia         | 28:16 | 20:27 | –     | 48:43  |
| 1/3  | Paesi Bassi    | Germania Ovest | 24:21 | 24:25 | –     | 48:46  |

### Gruppo 2
| Gara | Team 1    | Team 2      | 1.T.  | 2.T.  | Supp. | Finale |
| ---- | --------- | ----------- | ----- | ----- | ----- | ------ |
| 2/1  | Finlandia | Inghilterra | 25:16 | 46:22 | –     | 71:38  |
| 2/2  | Grecia    | Spagna      | 17:37 | 29:36 | –     | 46:73  |
| 2/3  | Spagna    | Inghilterra | 44:24 | 55:26 | –     | 99:50  |
| 2/4  | Grecia    | Finlandia   | 40:37 | 31:40 | –     | 71:77  |
| 2/5  | Finlandia | Spagna      | 30:57 | 23:42 | –     | 53:99  |

### Torneo tredicesimo-sedicesimo posto
|  | Semifinali     | Semifinali     | Semifinali |           |        | Tredicesimo posto  | Tredicesimo posto  | Tredicesimo posto  |  |
|  |                |                |            |           |        |                    |                    |                    |  |
|  | Finlandia      | Finlandia      | 79         |           |        |                    |                    |                    |  |
|  | Finlandia      | Finlandia      | 79         |           |        |                    |                    |                    |  |
|  | Paesi Bassi    | Paesi Bassi    | 72         |           |        |                    |                    |                    |  |
|  | Paesi Bassi    | Paesi Bassi    | 72         |           | Spagna | Spagna             | 61                 |                    |  |
|  |                |                |            |           | Spagna | Spagna             | 61                 |                    |  |
|  |                |                | Finlandia  | Finlandia | 60     |                    |                    |                    |  |
|  | Spagna         | Spagna         | Finlandia  | Finlandia | 60     | 62                 |                    |                    |  |
|  | Spagna         | Spagna         |            |           |        | 62                 |                    |                    |  |
|  | Germania Ovest | Germania Ovest | 49         |           |        | Quindicesimo Posto | Quindicesimo Posto | Quindicesimo Posto |  |
|  | Germania Ovest | Germania Ovest | 49         |           |        |                    |                    |                    |  |
|  |                |                |            |           |        |                    |                    |                    |  |
|  |                |                |            |           |        | Paesi Bassi        | Paesi Bassi        | 56                 |  |
|  |                |                |            |           |        | Paesi Bassi        | Paesi Bassi        | 56                 |  |
|  |                |                |            |           |        | Germania Ovest     | Germania Ovest     | 53                 |  |

| Gara | Team 1      | Team 2         | 1.T.  | 2.T.  | Supp. | Finale |
| ---- | ----------- | -------------- | ----- | ----- | ----- | ------ |
| 55   | Finlandia   | Paesi Bassi    | 40:35 | 39:37 | –     | 79:72  |
| 56   | Spagna      | Germania Ovest | 29:23 | 33:26 | –     | 62:49  |
| 58   | Paesi Bassi | Germania Ovest | 27:20 | 29:33 | –     | 56:53  |
| 59   | Spagna      | Finlandia      | 36:34 | 25:26 | –     | 61:60  |

### Torneo diciassettesimo-diciannovesimo posto
|  | Semifinali  | Semifinali  | Semifinali |        |        | Diciassettesimo posto | Diciassettesimo posto | Diciassettesimo posto |  |
|  |             |             |            |        |        |                       |                       |                       |  |
|  | Inghilterra | Inghilterra | 41         |        |        |                       |                       |                       |  |
|  | Inghilterra | Inghilterra | 41         |        |        |                       |                       |                       |  |
|  | Svezia      | Svezia      | 70         |        |        |                       |                       |                       |  |
|  | Svezia      | Svezia      | 70         |        | Svezia | Svezia                | 47                    |                       |  |
|  |             |             |            |        | Svezia | Svezia                | 47                    |                       |  |
|  |             |             | Grecia     | Grecia | 60     |                       |                       |                       |  |
|  | Grecia      |             | Grecia     | Grecia | 60     |                       |                       |                       |  |
|  |             |             |            |        |        |                       |                       |                       |  |
|  |             |             |            |        |        | Diciannovesimo Posto  |                       |                       |  |
|  |             |             |            |        |        |                       |                       |                       |  |
|  |             |             |            |        |        |                       |                       |                       |  |
|  |             |             |            |        |        | Inghilterra           |                       |                       |  |
|  |             |             |            |        |        |                       |                       |                       |  |
|  |             |             |            |        |        |                       |                       |                       |  |

| Gara | Team 1      | Team 2 | 1.T.  | 2.T.  | Supp. | Finale |
| ---- | ----------- | ------ | ----- | ----- | ----- | ------ |
| 54   | Inghilterra | Svezia | 20:27 | 21:43 | –     | 41:70  |
| 57   | Svezia      | Grecia | 24:42 | 23:18 | –     | 47:60  |

## Seconda fase
Le squadre qualificate dei gruppi A,B e C formano il girone 1, le squadre dei gruppi D, E e F formano il girone 2. Ogni squadra conserva i punti ottenuti contro la vecchia compagna di girone. Le vittorie valgono sempre due punti e le sconfitte uno.

### Girone 1
| Gara | Team 1           | Team 2           | 1.T.  | 2.T.  | Supp. | Finale |
| ---- | ---------------- | ---------------- | ----- | ----- | ----- | ------ |
| 1/1  | Jugoslavia       | Germania Est     | 34:37 | 48:36 | –     | 82:73  |
| 1/2  | Polonia          | Ungheria         | 23:32 | 20:21 | –     | 43:53  |
| 1/3  | Unione Sovietica | Polonia          | 38:26 | 29:27 | –     | 67:53  |
| 1/4  | Jugoslavia       | Belgio           | 37:33 | 48:26 | –     | 85:59  |
| 1/5  | Germania Est     | Unione Sovietica | 18:39 | 22:32 | –     | 40:71  |
| 1/6  | Belgio           | Polonia          | 35:28 | 31:34 | –     | 66:62  |
| 1/7  | Jugoslavia       | Ungheria         | 37:26 | 35:40 | –     | 72:66  |
| 1/8  | Belgio           | Germania Est     | 36:34 | 33:29 | –     | 69:63  |
| 1/9  | Ungheria         | Unione Sovietica | 15:44 | 16:49 | –     | 31:93  |
| 1/10 | Ungheria         | Belgio           | 31:30 | 28:31 | –     | 59:61  |
| 1/11 | Polonia          | Germania Est     | 35:34 | 47:37 | –     | 82:71  |
| 1/12 | Jugoslavia       | Unione Sovietica | 33:42 | 25:33 | –     | 58:75  |

### Girone 2
| Gara | Team 1         | Team 2         | 1.T.  | 2.T.  | Supp. | Finale |
| ---- | -------------- | -------------- | ----- | ----- | ----- | ------ |
| 2/1  | Israele        | Cecoslovacchia | 30:27 | 21:37 | –     | 51:64  |
| 2/2  | Bulgaria       | Turchia        | 31:28 | 29:29 | –     | 60:57  |
| 2/3  | Romania        | Israele        | 32:25 | 30:17 | –     | 62:42  |
| 2/4  | Bulgaria       | Francia        | 22:42 | 36:29 | –     | 58:71  |
| 2/5  | Turchia        | Romania        | 26:26 | 20:24 | –     | 46:50  |
| 2/6  | Francia        | Israele        | 25:14 | 39:27 | –     | 64:41  |
| 2/7  | Bulgaria       | Cecoslovacchia | 35:31 | 27:29 | –     | 62:60  |
| 2/8  | Cecoslovacchia | Romania        | 30:31 | 22:24 | –     | 52:55  |
| 2/9  | Francia        | Turchia        | 40:25 | 34:32 | –     | 74:57  |
| 2/10 | Cecoslovacchia | Francia        | 27:28 | 35:38 | –     | 62:66  |
| 2/11 | Israele        | Turchia        | 28:14 | 29:36 | –     | 57:50  |
| 2/12 | Bulgaria       | Romania        | 34:28 | 29:23 | –     | 63:51  |

## Fase Finale
Le prime due dei gironi della seconda fase accedono al torneo ad eliminazione diretta per i primi quattro posti, le terze e le quarte giocano per le posizioni dalla quinta all'ottava e le ultime due per le posizioni dalla nona alla dodicesima.

### Torneo primo posto
|  | Semifinali       | Semifinali       | Semifinali       |                  |            | Primo       | Primo       | Primo       |  |
|  |                  |                  |                  |                  |            |             |             |             |  |
|  | Jugoslavia       | Jugoslavia       | 75               |                  |            |             |             |             |  |
|  | Jugoslavia       | Jugoslavia       | 75               |                  |            |             |             |             |  |
|  | Francia          | Francia          | 65               |                  |            |             |             |             |  |
|  | Francia          | Francia          | 65               |                  | Jugoslavia | Jugoslavia  | 53          |             |  |
|  |                  |                  |                  |                  | Jugoslavia | Jugoslavia  | 53          |             |  |
|  |                  |                  | Unione Sovietica | Unione Sovietica | 60         |             |             |             |  |
|  | Unione Sovietica | Unione Sovietica | Unione Sovietica | Unione Sovietica | 60         | 77          |             |             |  |
|  | Unione Sovietica | Unione Sovietica |                  |                  |            | 77          |             |             |  |
|  | Bulgaria         | Bulgaria         | 54               |                  |            | Terzo Posto | Terzo Posto | Terzo Posto |  |
|  | Bulgaria         | Bulgaria         | 54               |                  |            |             |             |             |  |
|  |                  |                  |                  |                  |            |             |             |             |  |
|  |                  |                  |                  |                  |            | Francia     | Francia     | 46          |  |
|  |                  |                  |                  |                  |            | Francia     | Francia     | 46          |  |
|  |                  |                  |                  |                  |            | Bulgaria    | Bulgaria    | 55          |  |

### Torneo quinto posto
|  | Semifinali     | Semifinali     | Semifinali     |                |          | Quinto posto  | Quinto posto  | Quinto posto  |  |
|  |                |                |                |                |          |               |               |               |  |
|  | Ungheria       | Ungheria       | 71             |                |          |               |               |               |  |
|  | Ungheria       | Ungheria       | 71             |                |          |               |               |               |  |
|  | Romania        | Romania        | 60             |                |          |               |               |               |  |
|  | Romania        | Romania        | 60             |                | Ungheria | Ungheria      | 48            |               |  |
|  |                |                |                |                | Ungheria | Ungheria      | 48            |               |  |
|  |                |                | Cecoslovacchia | Cecoslovacchia | 53       |               |               |               |  |
|  | Belgio         | Belgio         | Cecoslovacchia | Cecoslovacchia | 53       | 65            |               |               |  |
|  | Belgio         | Belgio         |                |                |          | 65            |               |               |  |
|  | Cecoslovacchia | Cecoslovacchia | 74             |                |          | Settimo Posto | Settimo Posto | Settimo Posto |  |
|  | Cecoslovacchia | Cecoslovacchia | 74             |                |          |               |               |               |  |
|  |                |                |                |                |          |               |               |               |  |
|  |                |                |                |                |          | Romania       | Romania       | 71            |  |
|  |                |                |                |                |          | Romania       | Romania       | 71            |  |
|  |                |                |                |                |          | Belgio        | Belgio        | 61            |  |

### Torneo nono posto
|  | Semifinali   | Semifinali   | Semifinali |         |         | Nono posto       | Nono posto       | Nono posto       |  |
|  |              |              |            |         |         |                  |                  |                  |  |
|  | Germania Est | Germania Est | 50         |         |         |                  |                  |                  |  |
|  | Germania Est | Germania Est | 50         |         |         |                  |                  |                  |  |
|  | Turchia      | Turchia      | 63         |         |         |                  |                  |                  |  |
|  | Turchia      | Turchia      | 63         |         | Turchia | Turchia          | 59               |                  |  |
|  |              |              |            |         | Turchia | Turchia          | 59               |                  |  |
|  |              |              | Polonia    | Polonia | 74      |                  |                  |                  |  |
|  | Polonia      | Polonia      | Polonia    | Polonia | 74      | 74               |                  |                  |  |
|  | Polonia      | Polonia      |            |         |         | 74               |                  |                  |  |
|  | Israele      | Israele      | 59         |         |         | Undicesimo Posto | Undicesimo Posto | Undicesimo Posto |  |
|  | Israele      | Israele      | 59         |         |         |                  |                  |                  |  |
|  |              |              |            |         |         |                  |                  |                  |  |
|  |              |              |            |         |         | Germania Est     | Germania Est     | 80               |  |
|  |              |              |            |         |         | Germania Est     | Germania Est     | 80               |  |
|  |              |              |            |         |         | Israele          | Israele          | 83               |  |

### Semifinali
- 9º - 12º posto

| Gara | Team 1       | Team 2  | 1.T.  | 2.T.  | Supp. | Finale |
| ---- | ------------ | ------- | ----- | ----- | ----- | ------ |
| 60   | Germania Est | Turchia | 28:34 | 22:29 | –     | 50:63  |
| 62   | Polonia      | Israele | 34:16 | 40:43 | –     | 74:59  |

- 5º - 8º posto

| Gara | Team 1   | Team 2         | 1.T.  | 2.T.  | Supp. | Finale |
| ---- | -------- | -------------- | ----- | ----- | ----- | ------ |
| 61   | Ungheria | Romania        | 40:35 | 31:25 | –     | 71:60  |
| 63   | Belgio   | Cecoslovacchia | 30:37 | 35:37 | –     | 65:74  |

- 1º - 4º posto

| Gara | Team 1           | Team 2   | 1.T.  | 2.T.  | Supp. | Finale |
| ---- | ---------------- | -------- | ----- | ----- | ----- | ------ |
| 64   | Jugoslavia       | Francia  | 32:25 | 43:40 | –     | 75:65  |
| 65   | Unione Sovietica | Bulgaria | 36:22 | 41:32 | –     | 77:54  |

### Finali
- 11º - 12º posto

| Gara | Team 1       | Team 2  | 1.T.  | 2.T.  | Supp. | Finale |
| ---- | ------------ | ------- | ----- | ----- | ----- | ------ |
| 66   | Germania Est | Israele | 39:33 | 30:36 | 11:14 | 80:83  |

- 9º - 10º posto

| Gara | Team 1  | Team 2  | 1.T.  | 2.T.  | Supp. | Finale |
| ---- | ------- | ------- | ----- | ----- | ----- | ------ |
| 67   | Turchia | Polonia | 21:40 | 38:34 | –     | 59:74  |

- 7º - 8º posto

| Gara | Team 1  | Team 2 | 1.T.  | 2.T.  | Supp. | Finale |
| ---- | ------- | ------ | ----- | ----- | ----- | ------ |
| 68   | Romania | Belgio | 37:40 | 34:21 | –     | 71:61  |

- 5º - 6º posto

| Gara | Team 1   | Team 2         | 1.T.  | 2.T.  | Supp. | Finale |
| ---- | -------- | -------------- | ----- | ----- | ----- | ------ |
| 69   | Ungheria | Cecoslovacchia | 28:33 | 20:20 | –     | 48:53  |

- 3º - 4º posto

| Gara | Team 1  | Team 2   | 1.T.  | 2.T.  | Supp. | Finale |
| ---- | ------- | -------- | ----- | ----- | ----- | ------ |
| 70   | Francia | Bulgaria | 14:31 | 32:24 | –     | 46:55  |

- 1º - 2º posto

| Gara | Team 1     | Team 2           | 1.T.  | 2.T.  | Supp. | Finale |
| ---- | ---------- | ---------------- | ----- | ----- | ----- | ------ |
| 71   | Jugoslavia | Unione Sovietica | 27:31 | 26:29 | –     | 53:60  |

## Classifica Finale
| Campione d'Europa | Campione d'Europa | Campione d'Europa |
| --- | ----------------- | --- |
| Unione Sovietica4 Valdmanis, 5 Val'tin, 6 Alačačjan, 7 Zubkov, 8 Ugrekhelidze, 9 Krūmiņš, 10 Novikov, 11 Korneev, 12 Petrov, 13 Vol'nov, 14 Muižnieks, 15 Kandel', All. Aleksandr Gomel'skij |                   | |
| Argento | Jugoslavia        | Jugoslavia4 Kandus, 5 Korać, 6 Eiselt, 7 Lokar, 8 Troskot, 9 Gordić, 10 Daneu, 11 Petričević, 12 Dragojlović, 13 Radović, 14 Đurić, 15 M. Nikolić, All. Aza Nikolić                      |
| Bronzo | Bulgaria          | Bulgaria4 Dimov, 5 Mirčev, 6 Radev, 7 Stojkov, 8 Lazarov, 9 G. Panov, 10 Dončev, 11 Savov, 12 L. Panov, 13 Cvetkov, 14 Pejčinski, 15 Zlatev, All. Veselin Temkov                         |
| 4. | Francia           | Francia4 Sedat, 5 Goisbault, 6 Christ, 7 Housse, 8 Souvré, 9 Le Ray, 10 Grange, 11 Mayeur, 12 Beugnot, 13 Baltzer, 14 Vergne, 15 Rat, All. André Buffière                                |
| 5. | Cecoslovacchia    | Cecoslovacchia4 Tetiva, 5 Pokorný, 6 Bobrovský, 7 Rylich, 8 Konvička, 9 Konečný, 10 Pražák, 11 Baumruk, 12 Pištělák, 13 Lodr, 14 Tomášek, 15 Marek, All. Ladislav Krnáč                  |
| 6. | Ungheria          | Ungheria4 Boháty, 5 Gabányi, 6 Sahin-Tóth, 7 Liptai, 8 Tuboly, 9 Pólik, 10 Gyulai, 11 Kulcsár, 12 Bencze, 13 Temesvári, 14 Banna, 15 Kovács, All. János Páder                            |
| 7. | Romania           | Romania4 Popovici, 5 Niculescu, 6 Giurgiu, 7 Nedef, 8 Viciu, 9 Albu, 10 Visner, 11 Nosievici, 12 Popescu, 13 Nováček, 14 Demian, 15 Valeriu, All. Constantin Herold                      |
| 8. | Belgio            | Belgio4 Desplats, 5 Van Huele, 6 Eygel, 7 Aerts, 8 Steveniers, 9 Degraeve, 10 Scholiers, 11 Loridon, 12 Serron, 13 Maes, 15 Wauters, 16 Feyen, All. René Mol                             |
| 9. | Polonia           | Polonia4 Wichowski, 5 Pstrokońskii, 6 Piskun, 7 Młynarczyk, 8 Olszewski, 9 Sitkowski, 10 Pawlak, 11 Wysocki, 12 Niewodowski, 13 Arent, 14 Nartowski, 15 Olejniczak, All. Witold Zagórski |
| 10. | Turchia           | Turchia4 Uyguç, 5 Ülkü, 6 Kaplanoğlu, 7 Kobaner, 8 Urkon, 9 Baturalp, 10 Salihoğlu, 11 Poyrazoğlu, 12 Dinçer, 13 Açıkbaş, 14 Demir, 15 Kazaz, All. -                                     |
| 11. | Israele           | Israele4 Cohen-Mintz, 5 Lustig, 6 Shelef, 7 Barkon, 8 Hemmo, 9 Eshed, 10 Kaminsky, 11 Ram, 12 Frish, 13 Hoffman, 14 Hazan, 15 Volodarsky, All. Yehoshua Rozin                            |
| 12. | Germania Est      | Germania Est4 Pleitz, 5 Franke, 6 Kulik, 7 Danzke, 8 Huß, 9 Flau, 10 Pelzl, 11 Voigt, 12 Uhlig, 13 Schulze, 14 Benne, 15 Kuhel, All. Kurt Lauterbach, Siegfried Käsebier                 |
| 13. | Spagna            | Spagna4 Navarro, 5 Alocén, 6 Martos, 7 Codina, 8 Lluís, 9 Nora, 10 Rodríguez, 11 Martínez, 12 Sevillano, 13 Buscató, 14 Sainz, 15 Sanjuán, All. Fernando Font                            |
| 14. | Finlandia         | Finlandia4 Manninen, 5 K. Liimo, 6 Lampén, 7 Laanti, 8 Nurma, 9 M. Liimo, 10 Bärlund, 11 Lindholm, 12 Ailus, 13 Jantunen, 14 Kuusela, 15 Vartia, All. Kalevi Tuominen                    |
| 15. | Paesi Bassi       | Paesi Bassi4 Braun, 5 Boot, 6 Bruin, 7 Driehuis, 8 Pouw, 9 Franke, 10 Sleeswijk, 11 Kok, 12 de Jong, 13 van den Berg, 14 de Haan, 15 Perrier, All. Jan Janbroers                         |
| 16. | Germania Ovest    | Germania Ovest4 Grüttner, 5 Stein, 6 Püll, 7 Stolz, 8 Neumann, 9 Brydniak, 10 Weinand, 11 Roth, 12 Biller, 13 Heindel, 14 Schulz, 15 Langhoff, All. Theodor Vychodil                     |
| 17. | Grecia            | Grecia4 Amerikanos, 5 Aliprantīs, 6 Chrīsteas, 7 Oikonomou, 8 Kontovounīsios, 9 Tsikas, 10 Mpousios, 11 Chalas, 12 Mourouzīs, 13 Gousios, 14 Lekkas, 15 Politīs, All. Faidōn Matthaiou   |
| 18. | Svezia            | Svezia4 af Klinteberg, 5 S. Widén, 6 Tohver, 7 B. Widén, 8 Langemar, 9 Törnblom, 10 Lundberg, 11 Andersson, 12 Wennström, 13 Ö. Widén, 14 Kraulis, 15 Dahllöf, All. Juris Reneslācis     |
| 19. | Inghilterra       | Inghilterra4 Byrne, 5 Tillott, 6 Wardle, 7 Tober, 8 Keogh, 9 Whitmore, 10 Kaiser, 11 Hextall, 12 Kirk, 13 Hildyard, 14 Creasey, 15 Wakefield, All. Thomas Vaughan                        |

## Premi individuali
- MVP del torneo:  Radivoj Korać